# Symphytum abchasicum
Symphytum abchasicum là loài thực vật có hoa trong họ Mồ hôi. Loài này được Trautv. miêu tả khoa học đầu tiên.